# Лав Аргир (10. век)
Лав Аргир ( грч. Λέων Ἀργυρός  Λεων  ) је био византијски аристократа и генерал активан у првим деценијама 10. века.

## Живот
Био је син магистра Евстатија Аргира, <i>Заповедника царске гарде</i> под царем Лавом VI Мудрим (владао 886–912).     910, Лав и његов брат Потос Аргир служили су на двору као манглабити (лични цареви телохранитељи), када је њихов отац отрован након што га је цар Лав VI осумњичио да кује заверу против њега. Два брата донела су тело свог оца на сахрану у манастир Свете Јелисавете у округу Харсијанон, задужбину њиховог деде Лава Аргира.   
Потос и Лав су градили војне каријере. Према цару Константину VII Порфирогениту, Лав је већ 911. године, упркос својој младости, постао војни гувернер ( стратегос ) теме Севастије, са чином протоспатарија.   Оба брата су имала истакнуту улогу током намесништва царице Зое Карбонопсине (913–919).  Лав и млађи брат Роман су учествовали у походу на Бугарску који се завршио катастрофалном битком код Анхилаја 20. августа 917.  
Под царем Романом I Лакапином (р. 920–944), Лав је достигао највише функције и стекао чинове патрикија и на крају магистра.  Априла 922. командовао је, заједно са својим братом Потосом, који је тада био доместик схола, рајктором Јованом и дроунгариосима царске флоте Алексијем Мозелом, војском која се суочила са бугарским нападом под кавканом Меникосом, да био стигао до предграђа Цариграда. Битка код Пегаја која је уследила била је пораз за Византинце, али су двојица Аргира успела да побегну на сигурно у оближњу тврђаву.   У неком тренутку, и Лав је служио као доместик схоле, али није јасно када. Жан-Франсоа Ваније је предложио период између Пеге и јуна 922. године, када је Јован Куркуас био на тој функцији, али ово изгледа прекратко. Родолф Гиланд је такође предложио кратак мандат негде пре 922, или можда после пада цара Романа I Лакапина 944. С друге стране, такође је могуће да су византијски историчари помешали Лава са његовим братом Потосом.  
Лав Аргир је имао два сина, Маријана Аргира и Романа Аргира. Обојица су били присталице цара Романа I Лакапина и уживали су титуле високог суда; Роман Аргир се чак оженио царевом ћерком Агатом.   Преко Романа, Лав Аргир је вероватно био прадеда цара Романа III Аргира (р. 1028–1034).  